# Porricondyla distinguenda
Porricondyla distinguenda är en tvåvingeart som beskrevs av Boris Mamaev 1963. Porricondyla distinguenda ingår i släktet Porricondyla och familjen gallmyggor. Inga underarter finns listade i Catalogue of Life.